# Yamamoto (cratère)
Yamamoto est un cratère lunaire situé sur la face cachée de la Lune. Il se trouve au nord d'un vaste bassin formé par l'immense cratère D'Alembert.
Les bords du cratère ont été déformés par des impacts ultérieurs, en particulier le long de la section nord-est, qui a été presque complètement effacée.
En 1970, l'Union astronomique internationale lui a attribué le nom de l'astronome japonais Issei Yamamoto (1889–1959).

## Cratères satellites
Par convention, les cratères satellites sont identifiés sur les cartes lunaires en plaçant la lettre sur le côté du point central du cratère qui est le plus proche du cratère Yamamoto.
| Yamamoto | Latitude | Longitude | Diamètre |
| -------- | -------- | --------- | -------- |
| W        | 62.6° N  | 155.5° E  | 50 km    |